# Plážový fotbal na Asijských plážových hrách 2008
Turnaj plážového fotbalu na Asijských plážových hrách 2008 byl 1. ročníkem Plážového fotbalu na Asijských plážových hrách, který se konal v Indonésii na ostrově Bali, v období od 18. října do 26. října 2008. Účastnilo se ho 16 týmů, které byly rozděleny do 4 skupin po 4 týmech. Ze skupiny postoupily do vyřazovací fáze první a druhý celek. Titul získal Omán, který porazil ve finále Spojené arabské emiráty 3:1.

## Stadion
Mistrovství se odehrálo na jednom stadionu v jednom hostitelském městě: Pláž Mertasari (Bali).

## Zápasy

### Skupinová fáze
| Vysvětlivky                                           |
| ----------------------------------------------------- |
| Týmy na prvních dvou místech postupují do čtvrtfinále |
| Vítěz zápasu je tučně zvýrazněn                       |

Čas každého zápasu je uveden v lokálním čase. 

#### Skupina A
| Tým            | Z | V | R | P | VG | IG | +/− | B |
| -------------- | - | - | - | - | -- | -- | --- | - |
| Uzbekistán     | 3 | 3 | 0 | 0 | 17 | 6  | +11 | 9 |
| Indonésie      | 3 | 2 | 0 | 1 | 16 | 8  | +8  | 6 |
| Východní Timor | 3 | 1 | 0 | 2 | 8  | 22 | −14 | 3 |
| Katar          | 3 | 0 | 0 | 3 | 10 | 15 | −5  | 0 |

| 18. října 2008 8:30 |       |                |                                             |
| Indonésie           | 9 : 1 | Východní Timor | Pláž Mertasari, Bali rozhodčí: Faisal Ahmed |
|                     |       |                | Pláž Mertasari, Bali rozhodčí: Faisal Ahmed |

| 19. října 2008 14:30 |       |       |                                      |
| Uzbekistán           | 4 : 3 | Katar | Pláž Mertasari, Bali rozhodčí: Li Ke |
|                      |       |       | Pláž Mertasari, Bali rozhodčí: Li Ke |

| 20. října 2008 9:45 |       |       |                                                  |
| Indonésie           | 6 : 3 | Katar | Pláž Mertasari, Bali rozhodčí: Waleed Ali Yousef |
|                     |       |       | Pláž Mertasari, Bali rozhodčí: Waleed Ali Yousef |

| 21. října 2008 14:30 |       |                |                                                     |
| Uzbekistán           | 9 : 2 | Východní Timor | Pláž Mertasari, Bali rozhodčí: Farshid Haghighatjoo |
|                      |       |                | Pláž Mertasari, Bali rozhodčí: Farshid Haghighatjoo |

| 22. října 2008 8:30 |       |                |                                                      |
| Katar               | 4 : 5 | Východní Timor | Pláž Mertasari, Bali rozhodčí: Mohammad Saleh Khatir |
|                     |       |                | Pláž Mertasari, Bali rozhodčí: Mohammad Saleh Khatir |

| 23. října 2008 9:45 |       |            |                                                |
| Indonésie           | 1 : 4 | Uzbekistán | Pláž Mertasari, Bali rozhodčí: István Mészáros |
|                     |       |            | Pláž Mertasari, Bali rozhodčí: István Mészáros |

#### Skupina B
| Tým                     | Z | V | R | P | VG | IG | +/− | B |
| ----------------------- | - | - | - | - | -- | -- | --- | - |
| Spojené arabské emiráty | 3 | 3 | 0 | 0 | 17 | 6  | +11 | 9 |
| Omán                    | 3 | 2 | 0 | 1 | 12 | 8  | +4  | 6 |
| Thajsko                 | 3 | 0 | 1 | 2 | 7  | 11 | −4  | 1 |
| Myanmar                 | 3 | 0 | 0 | 3 | 3  | 16 | −13 | 0 |

| 18. října 2008 9:45     |       |         |                                                |
| Spojené arabské emiráty | 7 : 1 | Myanmar | Pláž Mertasari, Bali rozhodčí: István Mészáros |
|                         |       |         | Pláž Mertasari, Bali rozhodčí: István Mészáros |

| 19. října 2008 9:45 |       |      |                                                  |
| Thajsko             | 2 : 5 | Omán | Pláž Mertasari, Bali rozhodčí: Masahiro Sakurada |
|                     |       |      | Pláž Mertasari, Bali rozhodčí: Masahiro Sakurada |

| 20. října 2008 8:30     |       |         |                                             |
| Spojené arabské emiráty | 4 : 1 | Thajsko | Pláž Mertasari, Bali rozhodčí: Cho Hyun-Jae |
|                         |       |         | Pláž Mertasari, Bali rozhodčí: Cho Hyun-Jae |

| 21. října 2008 15:45 |               |         |                                                 |
| Thajsko              | 4 : 2 (prod.) | Myanmar | Pláž Mertasari, Bali rozhodčí: Hassan Kioumarsi |
|                      |               |         | Pláž Mertasari, Bali rozhodčí: Hassan Kioumarsi |

| 22. října 2008 9:45 |       |         |                                             |
| Omán                | 5 : 0 | Myanmar | Pláž Mertasari, Bali rozhodčí: Cho Hyun-Jae |
|                     |       |         | Pláž Mertasari, Bali rozhodčí: Cho Hyun-Jae |

| 23. října 2008 14:30    |       |      |                                                     |
| Spojené arabské emiráty | 6 : 2 | Omán | Pláž Mertasari, Bali rozhodčí: Farshid Haghighatjoo |
|                         |       |      | Pláž Mertasari, Bali rozhodčí: Farshid Haghighatjoo |

#### Skupina C
| Tým         | Z | V | R | P | VG | IG | +/− | B |
| ----------- | - | - | - | - | -- | -- | --- | - |
| Jižní Korea | 3 | 2 | 0 | 1 | 10 | 5  | +5  | 6 |
| Bahrajn     | 3 | 2 | 0 | 1 | 9  | 4  | +5  | 6 |
| Vietnam     | 3 | 2 | 0 | 1 | 12 | 12 | 0   | 6 |
| Kuvajt      | 3 | 0 | 0 | 3 | 7  | 17 | −10 | 0 |

| 18. října 2008 11:00 |       |         |                                                     |
| Bahrajn              | 3 : 0 | Vietnam | Pláž Mertasari, Bali rozhodčí: Farshid Haghighatjoo |
|                      |       |         | Pláž Mertasari, Bali rozhodčí: Farshid Haghighatjoo |

| 19. října 2008 9:45 |       |        |                                             |
| Jižní Korea         | 4 : 0 | Kuvajt | Pláž Mertasari, Bali rozhodčí: Faisal Ahmed |
|                     |       |        | Pláž Mertasari, Bali rozhodčí: Faisal Ahmed |

| 20. října 2008 11:00 |       |        |                                                |
| Bahrajn              | 5 : 1 | Kuvajt | Pláž Mertasari, Bali rozhodčí: István Mészáros |
|                      |       |        | Pláž Mertasari, Bali rozhodčí: István Mészáros |

| 20. října 2008 14:30 |       |         |                                                  |
| Jižní Korea          | 3 : 4 | Vietnam | Pláž Mertasari, Bali rozhodčí: Masahiro Sakurada |
|                      |       |         | Pláž Mertasari, Bali rozhodčí: Masahiro Sakurada |

| 21. října 2008 8:30 |       |             |                                             |
| Bahrajn             | 1 : 3 | Jižní Korea | Pláž Mertasari, Bali rozhodčí: Faisal Ahmed |
|                     |       |             | Pláž Mertasari, Bali rozhodčí: Faisal Ahmed |

| 22. října 2008 14:30 |       |         |                                                |
| Kuvajt               | 6 : 8 | Vietnam | Pláž Mertasari, Bali rozhodčí: István Mészáros |
|                      |       |         | Pláž Mertasari, Bali rozhodčí: István Mészáros |

#### Skupina D
| Tým      | Z | V | R | P | VG | IG | +/− | B |
| -------- | - | - | - | - | -- | -- | --- | - |
| Írán     | 2 | 2 | 0 | 0 | 19 | 8  | +11 | 6 |
| Čína     | 3 | 1 | 1 | 1 | 8  | 8  | 0   | 4 |
| Malajsie | 3 | 1 | 0 | 2 | 7  | 14 | −7  | 3 |
| Indie    | 3 | 0 | 0 | 3 | 9  | 13 | −4  | 0 |

| 19. října 2008 8:30 |       |          |                                                |
| Írán                | 6 : 1 | Malajsie | Pláž Mertasari, Bali rozhodčí: István Mészáros |
|                     |       |          | Pláž Mertasari, Bali rozhodčí: István Mészáros |

| 19. října 2008 14:30 |                    |       |                                                  |
| Čína                 | 1 : 1 3 : 2 (pen.) | Indie | Pláž Mertasari, Bali rozhodčí: Waleed Ali Yousef |
|                      |                    |       | Pláž Mertasari, Bali rozhodčí: Waleed Ali Yousef |

| 20. října 2008 15:45 |       |       |                                             |
| Írán                 | 7 : 4 | Indie | Pláž Mertasari, Bali rozhodčí: Faisal Ahmed |
|                      |       |       | Pláž Mertasari, Bali rozhodčí: Faisal Ahmed |

| 21. října 2008 9:45 |       |          |                                               |
| Čína                | 4 : 1 | Malajsie | Pláž Mertasari, Bali rozhodčí: Kamol Maparsop |
|                     |       |          | Pláž Mertasari, Bali rozhodčí: Kamol Maparsop |

| 22. října 2008 15:45 |       |          |                                      |
| Indie                | 4 : 5 | Malajsie | Pláž Mertasari, Bali rozhodčí: Li Ke |
|                      |       |          | Pláž Mertasari, Bali rozhodčí: Li Ke |

| 23. října 2008 8:30 |       |      |                                                  |
| Írán                | 6 : 3 | Čína | Pláž Mertasari, Bali rozhodčí: Masahiro Sakurada |
|                     |       |      | Pláž Mertasari, Bali rozhodčí: Masahiro Sakurada |

## Vyřazovací fáze
|  | Čtvrtfinále             | Čtvrtfinále             |                         |             | Semifinále  | Semifinále  |  |  | Finále                | Finále |
|  |                         |                         |                         |             |             |             |  |  |                       |        |
|  | 24. října 2008 - Bali   |                         |                         |             |             |             |  |  |                       |        |
|  |                         |                         |                         |             |             |             |  |  |                       |        |
|  | Spojené arabské emiráty | 7                       |                         |             |             |             |  |  |                       |        |
|  | Spojené arabské emiráty | 7                       | 25. října 2008 - Bali   |             |             |             |  |  |                       |        |
|  | Indonésie               | 3                       |                         |             |             |             |  |  |                       |        |
|  | Indonésie               | 3                       | Spojené arabské emiráty | 5           |             |             |  |  |                       |        |
|  | 24. října 2008 - Bali   |                         | Spojené arabské emiráty | 5           |             |             |  |  |                       |        |
|  |                         | Bahrajn                 | 2                       |             |             |             |  |  |                       |        |
|  | Írán                    | Bahrajn                 | 2                       | 1           |             |             |  |  |                       |        |
|  | Írán                    |                         | 26. října 2008 - Bali   | 1           |             |             |  |  |                       |        |
|  | Bahrajn                 | 3                       |                         |             |             |             |  |  |                       |        |
|  | Bahrajn                 | 3                       | Omán                    | 3           |             |             |  |  |                       |        |
|  | 24. října 2008 - Bali   |                         | Omán                    | 3           |             |             |  |  |                       |        |
|  |                         | Spojené arabské emiráty | 1                       |             |             |             |  |  |                       |        |
|  | Uzbekistán              | Spojené arabské emiráty | 1                       | 1           |             |             |  |  |                       |        |
|  | Uzbekistán              | 25. října 2008 - Bali   |                         | 1           |             |             |  |  |                       |        |
|  | Omán                    | 7                       |                         |             |             |             |  |  |                       |        |
|  | Omán                    | 7                       | Omán                    | 9           | Třetí místo | Třetí místo |  |  |                       |        |
|  | 24. října 2008 - Bali   |                         | Omán                    | 9           | Třetí místo | Třetí místo |  |  |                       |        |
|  |                         | Jižní Korea             | 6                       |             |             |             |  |  |                       |        |
|  | Jižní Korea (pen.)      | Jižní Korea             | 6                       | 4 (1)       | Bahrajn     | 2           |  |  |                       |        |
|  | Jižní Korea (pen.)      |                         |                         | 4 (1)       | Bahrajn     | 2           |  |  |                       |        |
|  | Čína                    | 4 (0)                   |                         | Jižní Korea | 1           |             |  |  |                       |        |
|  | Čína                    | 4 (0)                   |                         |             | 1           |             |  |  |                       |        |
|  |                         |                         |                         |             |             |             |  |  | 26. října 2008 - Bali |        |
|  |                         |                         |                         |             |             |             |  |  |                       |        |

#### Čtvrtfinále
| 24. října 2008 9:00     |       |           |                      |
| Spojené arabské emiráty | 7 : 3 | Indonésie | Pláž Mertasari, Bali |
|                         |       |           | Pláž Mertasari, Bali |

| 24. října 2008 10:15 |       |      |                      |
| Uzbekistán           | 1 : 7 | Omán | Pláž Mertasari, Bali |
|                      |       |      | Pláž Mertasari, Bali |

| 24. října 2008 14:30 |       |         |                      |
| Írán                 | 1 : 3 | Bahrajn | Pláž Mertasari, Bali |
|                      |       |         | Pláž Mertasari, Bali |

| 24. října 2008 15:45 |                    |      |                                             |
| Jižní Korea          | 4 : 4 1 : 0 (pen.) | Čína | Pláž Mertasari, Bali rozhodčí: Faisal Ahmed |
|                      |                    |      | Pláž Mertasari, Bali rozhodčí: Faisal Ahmed |

#### Semifinále
| 25. října 2008 9:00     |       |         |                      |
| Spojené arabské emiráty | 5 : 2 | Bahrajn | Pláž Mertasari, Bali |
|                         |       |         | Pláž Mertasari, Bali |

| 25. října 2008 10:15 |       |             |                      |
| Omán                 | 9 : 6 | Jižní Korea | Pláž Mertasari, Bali |
|                      |       |             | Pláž Mertasari, Bali |

#### O 3. místo
| 26. října 2008 9:00 |       |             |                      |
| Bahrajn             | 2 : 1 | Jižní Korea | Pláž Mertasari, Bali |
|                     |       |             | Pláž Mertasari, Bali |

#### Finále
| 26. října 2008 10:15    |       |      |                      |
| Spojené arabské emiráty | 1 : 3 | Omán | Pláž Mertasari, Bali |
|                         |       |      | Pláž Mertasari, Bali |